# Bassiana (gênero)
Bassiana é um gênero de lagartos da família Scincidae que compreende três espécies:
- Bassiana duperreyi
- Bassiana platynota
- Bassiana trilineata